# 塔鲁米林
塔鲁米林是巴西米纳斯吉拉斯州的一个市镇。总面积730.27平方公里，总人口14185人，人口密度19.4人/平方公里。